# Christian Urbina
Christian Urbina (Parras, Coahuila; 24 de octubre de 1998) es un futbolista mexicano, juega como Mediocampista y su equipo actual es el Zacatecas de la Liga de Expansión MX.

## Trayectoria
Formación en Tigres de Saltillo y Tigres UANL
Inicio su trayectoria en el año 2015 con el equipo de Titanes de Saltillo que estaba registrado como Pato Baeza, donde obtuvo buenos números y eso le costó irse un año al equipo premier de los Tigres.

### Saltillo Fútbol Club
Posteriormente regresaría a Saltillo a jugar para el Atlético Saltillo Soccer que luego pasó a ser el Saltillo FC, siendo uno de los favoritos de la afición por su juego, esfuerzo y alguno que otro gol.

### Mineros de Zacatecas
Luego de 5 años de estar en el equipo saltillense es fichado con los Mineros de Zacatecas, debutando el 5 de agosto de 2023 ante Tlaxcala FC, colaborando con un gol en la goleada de su equipo 5-1.